# 리즈 베켓 대학교
리즈 베켓 대학교(Leeds Beckett University, LBU)는 잉글랜드 웨스트요크셔주 리즈에 위치한 공립 대학이다. 1824년 리즈 기계학 연구소(영어: Leeds Mechanics Institute 리즈 메카닉스 인스티튜트[*])라는 이름으로 출범한 후 1970년 리즈 폴리테크닉(Leeds PolyTechnic), 리즈 메트로폴리탄 대학교(Leeds Metropolitan University, LMU) 등의 이름으로도 있었다. 1992년 대학(university)의 지위를 얻었으며, 현재의 이름은 2014년 9월에 채택됐다.

## 학부
- 예술, 건축 및 디자인
- 건축 환경 및 엔지니어링
- 경영
- 임상 & 응용 과학
- 컴퓨터, 기술, 엔지니어링
- 문화 인문학
- 교육
- 행사, 관강 & 호텔 경영
- 영화, 음악, 공연 예술
- 건강 & 지역사회학
- 법
- 언어학
- 사회 과학
- 스포츠

## 동문
- 루시 브론즈
- 리키 윌슨
- 패드 가제트
- 알렉산데르 스카르스고르드